# Одачі

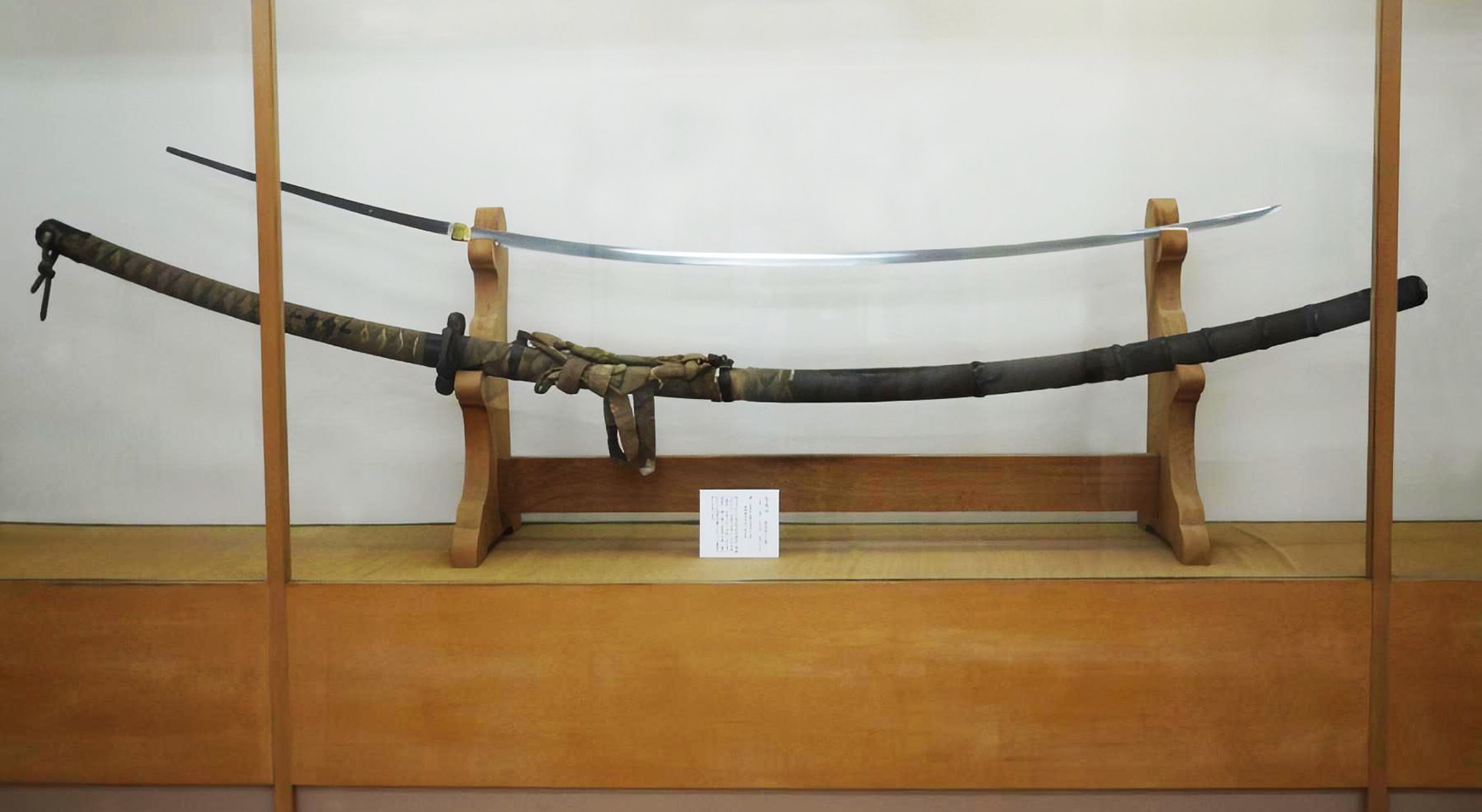
Одачі Масаєсі, викуваний майстром з мечів Санке Масаєсі, датований 1844 роком. Довжина клинка становить 225,43 см, а хвостовик — 92,41 см.

Одачі (яп. 大太刀 — довгий меч) — один з різновидів традиційних японських мечів ніхонто (яп. 日本刀), що використовувався самураями феодальної Японії.
Символ ō (大) означає «великий». Дачі (太刀) тут те саме, що тачі (太刀, дослівно «великий меч»), старіший тип меча що передував катані. Чі — це той самий ієрогліф, що й катана (刀) і то в ніхонто (日本刀 «японський меч»), що походить від китайського ієрогліфа, що означає «лезо, дао».
Щоб кваліфікувати зброю як Одачі, розглянутий меч мав мати довжину леза близько 3 сяку (90,9 сантиметрів (35,8 дюйма)). Однак, як і більшість термінів у японському мистецтві меча, немає точного визначення розміру одачі. Окремі екземпляри, в різний період часу, могли досягати довжини до 2 метрів і більше.

## Історія
Вперше одачі і його підтип — нодачі (野太刀, польовий меч) появився в ході кривавого протистояння Північної та Південної династій в період Намбокуті (1333—1391 рр.).
На цей період припала поступова зміна військової справи. Поступово нівелюється переважання кінноти на полі бою, їй на заміну приходять бої піших загонів. Видозмінюється озброєння, популярності набувають різноманітні і великі види озброєння. Появляються перші екземпляри прямих списів — ярі. Поширені нагіната робляться все довше, клинки досягають 70-80 см. Стає дуже популярним нагамакі, у якого лезо довше рукояті. Середніх розмірів вузькі танто поступово замінюються товстими широкими мечами о-даріба, що носять разом з таті.
З переходом на дворучний хват меча і відказ від обладунку о'ероі на користь до-мару починається період популярності «польового меча» — нодачі.
Винайдений в цей час одачі, мав відносно короткий період популярності, нагіната та ярі, що також активно поширюються в цей час, виявились легшими в оволодінні, зокрема для не професійного військового ополчення — асігару.
Прихід до влади роду Асікаґа та подальша децентралізація в період Муроматі (1336—1573 рр.) призвели до феодальної роздробленості та громадянської війни між великими феодалами — даймьо.
В період Муроматі змінюється термінологія дворучних мечів. У 1532—1570 роках мечами одачі стали називати мечі з клинками більше 75 см, а не більше 1 м, як у Намбокуті. Найчастіше рукояті нових одачі робили такої довжини, щоб поставлений на землю меч діставав до вуха.
Постійні сутички між провінціями і окремими феодалами в період Сенґоку (1467—1573 (1615) рр.), збільшили попит на зброю, що негативно вплинуло на якість зброярської справи. В XV столітті припинили існування багато зброярських шкіл, що володіли безцінним досвідом, традиціями та самобутністю. Серед них: Сандзьо, Тегай, Сіккаке, Таема, Укай та ін..
Разом з цим, змінюється військове ремесло, на період пізнього Сенґоку (друга половина XVI ст.) типовими арміями на полі бою стають переважно піхотні формування сформовані з селян-асігару, озброєних легкою в освоєнні зброєю — ярі та вогнепальними — теппо та іноземними аркебузами. Непрактичні одачі поступово виходять з моди і замінюються короткою катаною.
Масове залучення в армії асігару, поширення вогнепальної зброї, перші спроби уніфікації озброєння та розруха війни — все це вплинуло на якість японського меча і занепаду важких в виготовлені видів озброєння, таких як одачі.
Прихід до влади Тойотомі Хідейосі в 1585 р. та прийняття ним ряду законів на роззброєння населення, остаточно вивело дворучні мечі — одачі з практичного застосування і перевели їх в церемоніал. Зокрема, в мирний період Едо (1603—1868 рр.) одачі використовувались як жертва камі синтоїстських святинь.
Останнє масове застосування одачі припадає на Японсько-корейську війну (1592—1598 рр.). Корейські письмові джерела згадують про самураїв що «несли на плечах величезні мечі».

## Виготовлення і форма

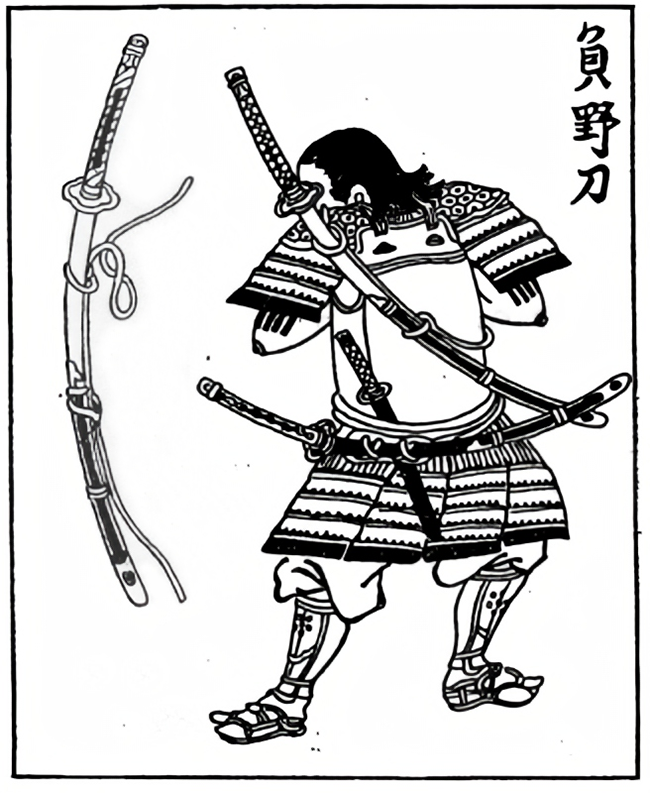
Самурай закріплює нодачі за спиною

Одачі важко виробляти, оскільки їх довжина ускладнює традиційну термічну обробку: чим довше лезо, тим складніше (і дорожче) нагріти все лезо до однорідної температури як для відпалу, так і для досягнення температури загартування. Тоді процес загартування потребує більшого середовища для загартування, оскільки нерівномірне загартування може призвести до деформації леза.
Спосіб полірування також різний. Через їх розмір, одачі зазвичай підвішують до стелі або ставлять у нерухоме положення для полірування, на відміну від звичайних мечів, які переміщуються по полірувальним каменям
Одачі періоду Намбокуті сягають 1-1,5 м в клинку. У святилищі Яхіко в провінції Етіго зберігається меч довжиною 2,25 м, його хвостовик — 50 см, зроблений меч в роки Генко (1331—1334 рр.). Цуба (гарда) великих мечів одачі також дуже велика, з кованого заліза, переважно круглої форми, і завжди без підпису, що не дозволяє встановити момент появи на них прикрас у вигляді наскрізних силуетів ієрогліфів буддійських молитв або силуетів предметів, чия вимова має подвійний зміст.
Довжина одачі постійно змінювалася і варіювалася, так, відомо що в період правління Сьоґунату Асікаґа вернулась мода на вузькі клинки і невеликі вістря (кісакі), через це великі одачі носили тільки фізично витривалі воїни. Письмові джерела «Ґемпей Сейсуйкі» («Записи про розквіт та занепад родів Мінамото і Тайра») та «Тайхейкі» (яп. 太平記, «Записи про велике умиротворення») вказують про окремі екземпляри одачі 12 см шириною і довжиною 113 см і 160 см.
В період Адзуті-Момояма (1573—1603 рр.) мечі почали активно скорочуватись в довжині, проте збереглись дані про використання після 1570 року мечів з клинками 150—180 см, які називали о-тачі, а попередні мечі називали ко-тачі, хоча вони були звичайної довжини.

## Застосування
З посиленням ролі піхоти на полі бою в XIV ст. та виходу з ужитку неповороткого, коробкоподібного обладунку о'ероі — появляється довгий «польовий меч» — нодачі.
Через свою довжину нодачі не міг кріпитись до пояса, за воїном меч носив слуга або сам самурай. Також нодачі носився в піхвах за спиною, для цього в них робився отвір — курігата, в який протягували шнурок що носили через плече, кріплячи нодачі за спиною. Перед боєм піхви кидали на землю (що пояснює невибагливість в їх оздобленні).
Піхотинець озброєний нодачі був одягнений у легкі, неповні лати. Зазвичай це була кіраса без наплічників, щоб легше орудувати мечем і не сковувати рухи. Є версія, що воїн з нодачі взагалі обходився без обладунку, маючи на собі лише настегнову пов'язку.
Легкоброньований піхотинець з дворучним мечем, завдяки великому радіусі враження нодачі, міг бути смертельно небезпечним для скупчень піхоти. Відомо, що Ода Нобунага озброював авангард своєї армії нагамакі довжиною клинка 90 см і рукояттю в 120 см. Можна припустити, що воїни з нодачі могли використовуватись подібним чином.
Також нодачі використовували для боротьби з кавалерією, рубаючи одачі ноги коням.
Питання про використання одачі кавалеристами залишається дискусійним. К. С. Носов стверджує що вершники ніколи не використовували дворучні мечі верхом.
С. Тернбулл зазначає що з модернізацією броні в XVI ст., управлятись дворучним хватом меча на коні стає набагато легше і вершники починають використовувати нодачі верхом. Через довжину меча і кривизну леза, вони стають ідеальним засобом проти піхоти. Удар кривим лезом разом з імпульсом від розгону коня створював більшу площу і силу враження, розрубуючи жертву до кісток.

## Галерея

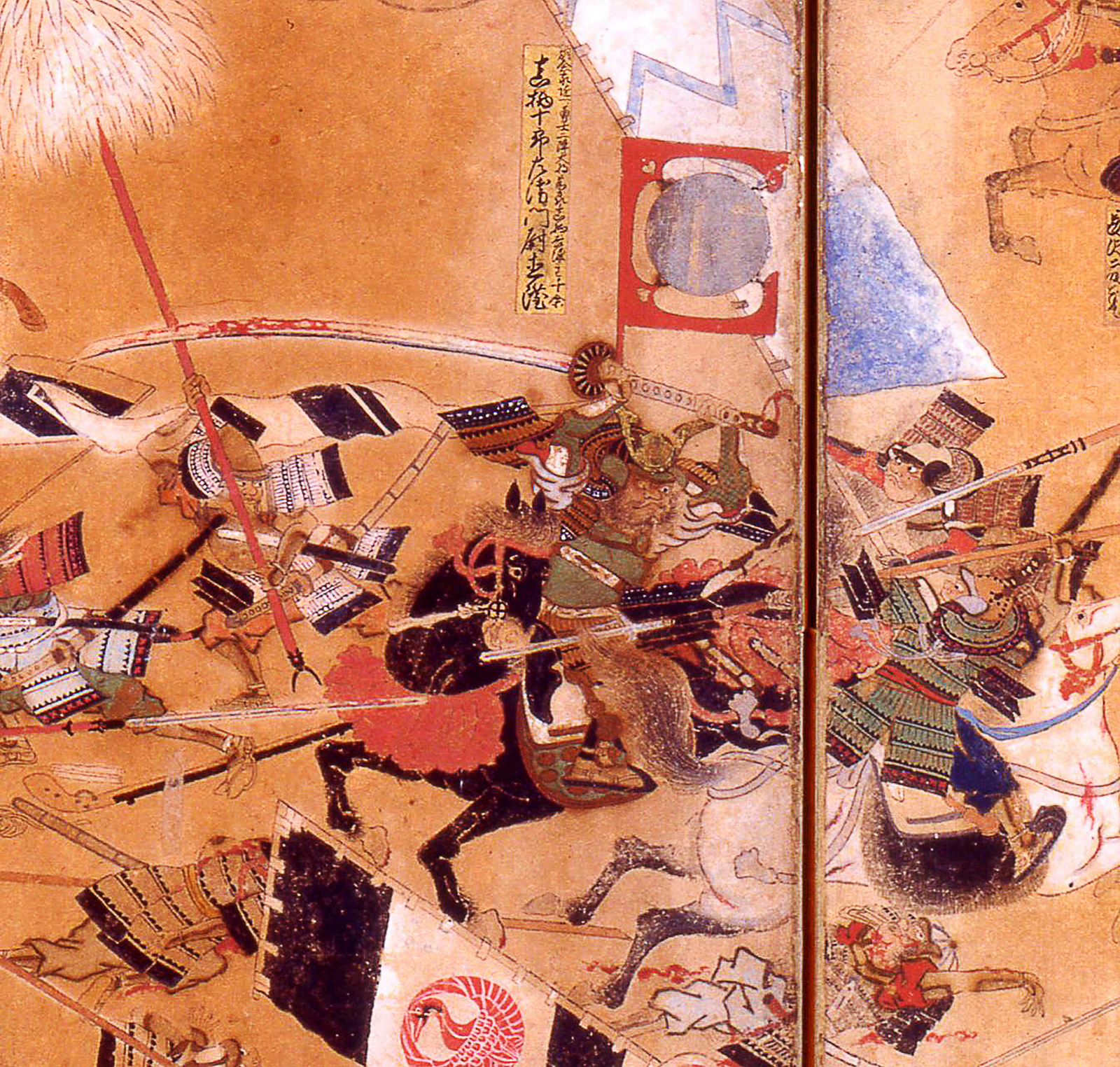
Самурай тримає одачі на коні в битві при Анегаві (1570).
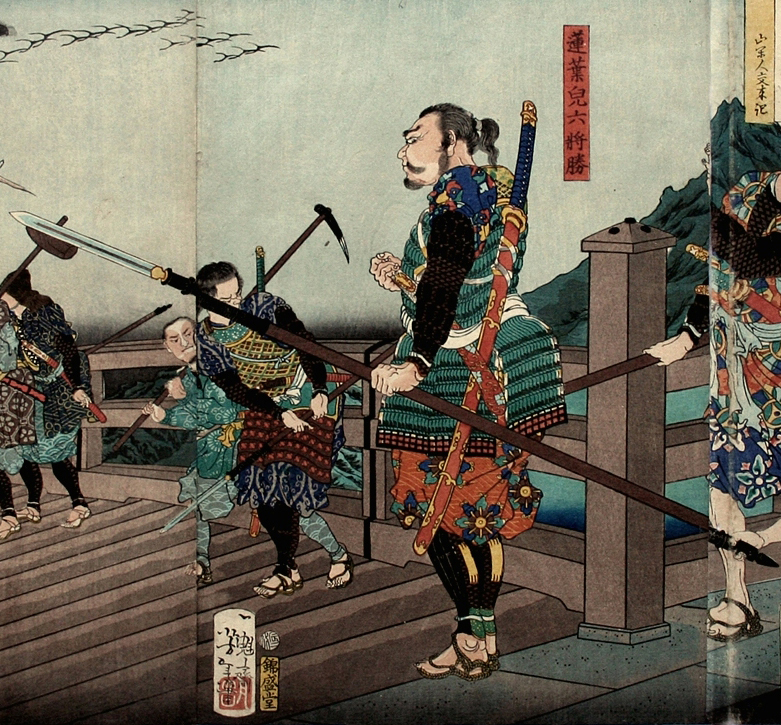
Укійо-е періоду Едо показує одачі, що носить на спині самурай.

## В культурі
- В фільмі Акіри Куросави «Сім самураїв» персонаж Тосіро Міфуне — Кікуті (菊千代) озброєний дворучним мечем — одачі.